# Gângiova
Gângiova è un comune della Romania di 2642 abitanti, ubicato nel distretto di Dolj, nella regione storica dell'Oltenia.
Il comune è formato dall'unione di 2 villaggi: Comoșteni e Gângiova.